# Vegetarianismo nos Estados Unidos
Vegetarianismo nos Estados Unidos é um regime alimentar que tem apresentado uma tendência crescente nas últimas décadas.
Muitas crianças, cujos pais seguem dietas vegetarianas, também adotam este regime, devido a crenças religiosas ou éticas, razões ambientais ou de outra natureza. A primeira estimativa do governo, envolvendo crianças e adolescentes de 0 a 17 anos mostrou que uma em cada duzentas não comiam carne.
Da mesma forma, ainda nos Estados Unidos, as vendas de alimentos relacionados ao vegetarianismo (como leite de soja e proteína vegetal texturizada) dobraram entre 1998 e 2003, subindo para US$ 1,6 bilhões.

## Estimativas da população vegetariana
- Em 1971, 1% dos cidadãos norte-americanos se descreveram como vegetarianos.[6]
- Em 2008 a empresa Harris Interactive mostrou que cerca de 10% da população adulta estava sob uma dieta, em grande parte, vegetariana (incluindo 3,2% sob uma dieta estritamente vegetariana e 0,5% sob uma dieta vegana).[7]
- Em 2012 uma pesquisa realizada pela empresa de opinião pública Gallup apontou que 5% dos americanos se identificavam como vegetariano e 2% como veganos.[8]
- Em 2013 uma pesquisa relacionada às políticas públicas mostrou que 13% dos americanos se identificavam como vegetarianos (6%) ou como veganos (7%). [9]